# كيوسانشات (سويسرا)
كيوسانشات (بالفرنسية: Küssnacht)‏ هي بلدية تقع في سويسرا في كانتون شفيتس.[بحاجة لمصدر]

## المدن التوأمة
مدن Küssaberg وZduny هي مدن توأمة لـكيوسانشات (سويسرا).

## أعلام
- أستريد من السويد
- هيكوران كريزيو